# Bugzilla
Bugzilla ist ein freier webbasierter Bugtracker, also ein Werkzeug zur Verwaltung von Fehlern (englisch: bug reports) und Erweiterungswünschen (Feature-Request) in Softwareprodukten. Der Name setzt sich zusammen aus Bug (englischer Ausdruck für einen Programmfehler) und Mozilla. Das Maskottchen des Projekts ist Buggie, eine nachdenklich, alarmiert, hellwach und etwas mürrisch aussehende Wanze.

## Technik
Bugzilla ist eine in Perl geschriebene freie Software, die unter der Mozilla Public License steht und damit auch kostenlos erhältlich ist. Sie setzt auf die CGI-Schnittstelle eines Webservers auf; die Benutzung erfolgt über eine HTML-Oberfläche – aus Anwendersicht funktioniert Bugzilla wie eine Webseite; daher ist ein Webbrowser zur Nutzung nötig. Eine englischsprachige Oberfläche wird mitgeliefert, Sprachpakete lassen sich einfach hinzuinstallieren. Als Datenbanksystem kann derzeit (Version 5.1.2) zwischen MariaDB, MySQL, PostgreSQL und Oracle gewählt werden.
Bugzilla ist damit auf jedem Betriebssystem lauffähig, für das eine Perl-Distribution, ein geeigneter Webserver und ein entsprechendes Datenbanksystem existieren.

## Verwendung
Viele große Open-Source-Projekte verwenden Bugzilla, um Fehlermeldungen und Wünsche von Benutzern zu sammeln. Neben diesen Grundaufgaben dienen manche Installationen noch für den Aufruf, bestimmte Paketversionen zu testen (zum Beispiel um Programmpakete bei der Linux-Distribution Gentoo aus dem instabilen in den stabilen Zweig zu überführen) oder den Fortschritt einer Aufgabe zu dokumentieren.

## Geschichte
Bugzilla wurde ursprünglich zur reinen Softwarefehlerverfolgung bei Netscape in Tcl entwickelt, entsprechend war der Quellcode noch nicht offengelegt. Nachdem sich Netscape entschlossen hatte, den Quelltext des Browsers Netscape Navigator freizugeben, wurde auch Bugzilla freigegeben. Bei der freigegebenen Version, mit der Versionsnummer 2.0, handelte es sich um eine Portierung der Netscape-internen, in Tcl geschriebenen Version auf Perl. Seitdem wird sie von einer Gruppe von Entwicklern um die Mozilla Foundation weiterentwickelt. Mit der im Mai 2007 veröffentlichten, komplett überarbeiteten Version 3.0 wurde Unicode-Unterstützung integriert.